# Georges Lumpp
Georges Joseph Lumpp (18. september 1874 - 1934) var en fransk roer som deltog i OL 1900 i Paris.
Lumpp vandt en sølvmedalje i roning under OL 1900 i Paris. Han kom på en andenplads i firer med styrmand i båden Club Nautique de Lyon. De andre på holdet var Charles Perrin, Daniel Soubeyran, Émile Wegelin og en ukendt styrmand.
Der blev gennemført to finaler med firer med styrmand og begge er af IOC erklæret som olympiske finaler, hvor udøverne i begge finalerne er opført som medaljevindere. I den første finalen blev medaljene fordelt sådan, Frankrig – guld og sølv, Tyskland fik bronze. I den anden finalen; Tyskland - guld og bronze, Holland fik sølv.